# Miss International 1968
Miss International 1968, ottava edizione di Miss International, si è tenuta presso Tokyo, in Giappone, il 9 ottobre 1968. La brasiliana Maria da Gloria Carvalho è stata incoronata Miss International 1968.

## Risultati

### Piazzamenti
| Risultato finale        | Concorrente |
| ----------------------- | --- |
| Miss International 1968 | - Brasile - Maria da Gloria Carvalho |
| 2ª classificata         | - Svezia - Annika Hemminge |
| 3ª classificata         | - Stati Uniti - Karen Ann MacQuarrie |
| 4ª classificata         | - Danimarca - Dorrit Frantzen |
| 5ª classificata         | - Thailandia - Rungtip Pinyo |
| Semifinaliste           | - Colombia - Rosario Barraza Villa - Corea del Sud - Hee Ja-Kim - Filippine - Nenita Tuazon Ramos - Francia - Nancy Gallerne - Giappone - Yoko Sunami - India - Sumita Sem - Israele - Daniela Hod - Nicaragua - Nadia Leets Lacayo - Scozia - Marie Smith - Svizzera - Irene Stierli |

### Riconoscimenti speciali
| Riconoscimento        | Concorrente                           |
| --------------------- | ------------------------------------- |
| Miss Photogenic       | - Thailandia - Rungtip Pinyo          |
| Miss Friendship       | - Bolivia - Ana María Urenda Amelunge |
| Best National Costume | - Colombia - Rosario Barraza Villa    |

## Concorrenti
- Argentina - Ana Inés Puiggros
- Australia - Monique Denise Hughes
- Austria - Huberta Kessler
- Belgio - Janine Patteeuw
- Bolivia - Ana Maria Urenda Amelunga
- Brasile - Maria da Glória Carvalho
- Canada - Patricia Lane
- Ceylon - Manel Eriyagama
- Colombia - Rosario Barraza Villa
- Congo - Marie-Josée Basoko
- Corea del Sud - Kim Hee-ja
- Costa Rica - Ana Maria Rivera
- Danimarca - Dorrit Frantzen
- Ecuador - Enriqueta Valdez Fuentes
- Filippine - Nenita "Nini" Tuazon Ramos
- Finlandia - Satu Sinikka Kostiainen
- Francia - Nelly Gallerne
- Galles - Kay House
- Germania - Margot Schmalzriedt
- Giappone - Yoko Sunami
- Grecia - Fani Sakantani
- Guam - Linda Elaine Calvo
- Hong Kong - Christina Hui Ling-Ling
- India - Sumita Sen
- Indonesia - Sylvia Taliwongso
- Inghilterra - Gloria Best
- Irlanda - Frances Clarke
- Israele - Daniela Hod
- Italia - Vanna Torri
- Jugoslavia - Tatjana Albahari
- Lussemburgo - Mady Reiter
- Malaysia - Maznah Binte Mohammed Ali
- Nicaragua - Nadia Leets Lacayo
- Norvegia - Hedda Lie
- Nuova Zelanda - Aroha T. H. Manawatu
- Paesi Bassi - Cecille van der Lelie
- Porto Rico - Elsa Maria Schroeder Méndez
- Scozia - Marie Smith
- Singapore - Madelene Teo Kim Neo
- Spagna - Yolanda Legarreta Urquijo
- Stati Uniti - Karen Ann MacQuarrie
- Sudafrica - Mary Winifred McDonald
- Svezia - Annika Hemminge
- Svizzera - Irene Stierli
- Tahiti - Haniarii Viola Teriitahi
- Thailandia - Rungthip Pinyo
- Turchia - Gul Ustun
- Uruguay - Soledad Gandos
- Venezuela - Jovan Navas